# George William Series
George William Series (* 22. Februar 1920; † 2. Januar 1995 in Oxford) war ein britischer Physiker.
Series studierte ab 1938 mit einem Stipendium an der Universität Oxford (St. John’s College), unterbrochen vom Dienst als Sanitäter für die Quäker im Zweiten Weltkrieg. 1947 setzte er sein Studium in Oxford fort, wurde dort 1951 Lecturer und 1954 Fellow von St Edmund Hall. 1968 wurde er Professor für Physik an der University of Reading, wo er 1968 emeritierte.
1972 war er Gastprofessor an der University of Otago (wo er mit John Newton Dodd (1922–2005) zusammenarbeitete). 1982 war er
Raman-Gastprofessor der Indian Academy of Sciences, deren Ehren-Fellow er 1984 wurde.
Series befasste sich mit optischer Spektroskopie von Atomen, speziell Wasserstoff, worin er eine international anerkannte Autorität war. In den 1950er Jahren war er an frühen Messungen des Lamb-Shift beteiligt und an einer Präzisionsbestimmung der Rydberg-Konstante. Danach wandte er sich der Anwendung des Optischen Pumpens, von Alfred Kastler in Frankreich entdeckt, in der Atomphysik zu und spielte in den 1960er Jahren eine Pionierrolle beim Phänomen der Quanten-Schwebungen (quantum beats). In den 1970er Jahren wandte er sich der Laserspektroskopie zu.
Zu seinen Mitarbeitern zählte S. Pancharatnam, dessen nachgelassene Schriften er herausgab.
1971 wurde er Fellow der Royal Society und 1975 der American Physical Society. 1982 erhielt er den Meggers Award der Optical Society of America.
Er war seit 1948 mit Annette Pepper verheiratet und hatte drei Söhne und eine Tochter (die Mathematikerin Caroline Series).

## Schriften
- The spectrum of atomic hydrogen, Oxford University Press 1957
- als Herausgeber: The spectrum of atomic hydrogen: advances, World Scientific 1988
- Laser spectroscopy and other topics, Indian Academy of Sciences, Bangalore 1985 (ausgewählte Aufsätze)